# Odra (Zagreb)
Odra je prigradsko naselje Zagreba. Pripada gradskoj četvrti Novi Zagreb – zapad.

## Povijest
Najstariji trag civilizacije na ovim prostorima datira iz doba Rimskog Carstva, a dokaz tome je rimska nadgrobna ploča iz 2. stoljeća. Naselje Odra se prvi puta spominje 1334. godine kao župa Odra među ostalim župama zagrebačkog arhiđakonata već 1334., zajedno s pripadajućom joj crkvom sv. Jurja Mučenika, u popisu Zagrebačke županije. Dan sv. Jurja se slavi kao veliki praznik, te se uz taj dan njeguju različiti običaji od kojih je najpopularniji ophod mladeži po naseljima. Na taj dan se već tradicijski održavaju koncerti na orguljama crkve sv. Jurja Mučenika.

## Stanovništvo
Prema popisu stanovništva iz 2001. godine, naselje je imalo 1487 stanovnika te 425 obiteljskih kućanstava.

Prema popisu stanovništva 2011. godine naselje je imalo 1866 stanovnika.
| broj stanovnika | 422   | 481   | 554   | 581   | 635   | 667   | 691   | 826   | 724   | 779   | 813   | 933   | 1059  | 1339  | 1487  | 1866  | 2630  |
|                 | 1857. | 1869. | 1880. | 1890. | 1900. | 1910. | 1921. | 1931. | 1948. | 1953. | 1961. | 1971. | 1981. | 1991. | 2001. | 2011. | 2021. |

## Promet
Naselje je smješteno blizu izlaska na zagrebačku obilaznicu, te na sve pravce autocesta – oko tri minute udaljenosti, zatim blizu buduće autoceste Zagreb-Sisak i blizu Domovinskog mosta
Do središta Zagreba osobnim se vozilom može doći za oko deset minuta od gradskog poglavarstva.
Naselje je povezano javnim gradskim prijevozom; ZET-ove autobusne linije 166, 229, 268 i 315 te je povezano i prigradskom željeznicom sa Zagrebom i Velikom Goricom, kao i ostalim naseljima zagrebačkog prstena, kao i s ostatkom hrvatskih naselja.

## Gospodarstvo
Uređen društveni sadržaj: osnovna škola, državni vrtić, pošta, trgovine, vatrogasni dom, veterinar, mjesna zajednica, dom zdravlja, ambulanta, ljekarna...

## Poznate osobe
Iz ovog kraja potječu i dvije velike povijesne osobe:
- Bartol Đurđević (16. stoljeće) – svjetski putnik i spisatelj. Njegovi su spisi imali velik utjecaj na vladare i poznate intelektualce onoga doba (Karla V., papu Julija III. i Luthera). On je ujedno tvorac i prvog rječnika u Hrvata (pola stoljeća stariji od čuvenog Vrančićeva rječnika iz 1595.).

- Juraj Mulih (17. i 18. stoljeće) – isusovac, misionar, pjesnik i pučki prosvjetitelj koji je proputovao velik dio svijeta. Iza njega je ostalo 5785 teoloških, duhovnih i liturgijskih tekstova.

Svoja zadnja desetljeća života je u mjesnom franjevačkom samostanu u Odri proveo fra Marko Japundžić.

## Spomenici i znamenitosti
Crkva sv. Jurja mučenika i Imena Marijina građena je 1749. – 1780. godine. Jednobrodna je, barokna građevina sa zaobljenom apsidom svetišta, sakristijom prigrađenom s južne strane, te zvonikom sa sjeverne strane u ravnini glavnog pročelja. Svod svetišta i apsida oslikani su iluzionističkim freskama. Od današnja tri zvona sačuvano je jedno iz 1766. lijevano u pavlinskog ljevaonici u Lepoglavi. Župna crkva u Odri odlikuje se izrazitom kulturno-povijesnom, graditeljsko-tipološkom, arhitektonskom i urbanističkom kvalitetom. Zaštićeno je kulturno dobro Republike Hrvatske.
U Odri se nalazi i franjevački samostan sv. Franje Asiškoga sa sjemeništem.

## Sport
- NK Odra

## Vanjske poveznice
- Franjevci trećoredci glagoljaši  Arhivirana inačica izvorne stranice od 16. rujna 2014. (Wayback Machine) Samostan sv. Franje u Odri